# Linhagem P.3
A linhagem P.3, também conhecida como variante Teta, é uma das variantes do SARS-CoV-2, o vírus que causa o COVID-19. A variante foi identificada pela primeira vez nas Filipinas em 18 de fevereiro de 2021, quando duas mutações preocupantes foram detectadas em Visayas Central. Foi detectado no Japão em 12 de março de 2021, quando um viajante das Filipinas chegou ao Aeroporto Internacional de Narita, em Tóquio.
É diferente daqueles descobertos pela primeira vez no Reino Unido, África do Sul e Brasil, e acredita-se que represente uma ameaça semelhante. A variante é mais resistente a anticorpos neutralizantes, inclusive os adquiridos com a vacinação, como parecem ser as variantes sul-africana e brasileira.
De acordo com o esquema de nomenclatura simplificado proposto pela Organização Mundial da Saúde, P.3 foi rotulado como variante Teta e é considerado uma variante de interesse (VOI), mas ainda não uma variante de preocupação.

## Classificação

### Nomeação
Em 17 de março de 2021, a Public Health England (PHE) denominou Lineage P.3 VUI-21MAR-02 .
Em 1º de junho de 2021, a Organização Mundial da Saúde (OMS) nomeou a linhagem P.3 como variante Teta.

### Mutações
Um total de 14 substituições de aminoácidos foram observadas em todas as amostras incluindo sete mutações de proteínas de pico. Entre as mutações da proteína spike, quatro foram anteriormente associadas a linhagens de interesse (ou seja, E484K, N501Y, D614G e P681H), enquanto três substituições adicionais foram observadas para a região C-terminal da proteína (ou seja, E1092K, H1101Y e V1176F). Uma única substituição de aminoácido no terminal N de ORF8 (isto é, K2Q) também foi encontrada em todas as amostras. Três outras mutações foram observadas em 32 das 33 amostras (marcadas em green), incluindo uma deleção de três aminoácidos nas posições de proteína de pico 141 a 143. Por último, cinco mutações sinônimas (marcadas em gray) também foram detectadas em todos os casos.

## História
Em 18 de fevereiro de 2021, o Departamento de Saúde das Filipinas confirmou a detecção de duas mutações de COVID-19 em Visayas Central, depois que amostras de pacientes foram enviadas para o sequenciamento do genoma. As mutações foram posteriormente denominadas como E484K e N501Y, que foram detectadas em 37 das 50 amostras, com ambas as mutações co-ocorrendo em 29 delas. Não havia nomes oficiais para as variantes e a sequência completa ainda não havia sido identificada.
Em 12 de março de 2021, o Japão detectou a variante em um viajante das Filipinas.
Em 13 de março de 2021, o Departamento de Saúde confirmou que as mutações constituíam uma nova variante, que foi designada como linhagem P.3. No mesmo dia, também confirmou seu primeiro caso da linhagem P.1 no país. Embora as linhagens P.1 e P.3 derivem da mesma linhagem B.1.1.28, o departamento disse que o impacto da linhagem P.3 na eficácia e transmissibilidade da vacina ainda não foi determinado.
Em 17 de março de 2021, o Reino Unido confirmou seus dois primeiros casos, onde a Public Health England (PHE) o denominou VUI-21MAR-02.
Em 30 de abril de 2021, a Malásia detectou 8 casos da linhagem P.3 em Sarawak.